# Понт (митологија)
Понт (грч. Πόντος [] — Понтoс, лат. Pontus — Понтус) је бог дубина унутрашњег мора – мора које је доступно људима, син богиње земље Геје.

## Митологија
Понт је, према грчкој митологији један од најстаријих богова. Његова мајка Геја га је родила сама од себе, и то пре него што је родила бога спољног мора Океана. 
Када је родила Океана, Геја је са Понтом склопила брак и родила му:
- Нереја - Морски бог
- Тауманта - Бог природних појава на мору
- Форкија - Морски бог
- Еурибија - Морска богиња
- Кету - Морска богиња

Понт и Таласа су родитељи Телхина и риба.
Понтос или Понтус у грчком и латинском језику значи „море“, и то као назив за Црно море или земље које се налазе на јужној обали црног мора.